# Alexander Rechnitzer
Alexander Rechnitzer (* um 1880 bei Preßburg; † April 1922 in New York) war ein österreich-ungarischer Erfinder auf dem Gebiet der Rechenmaschinen.

## Leben
Rechnitzer verbrachte seine Jugend in Wien und war jüdischer Abstammung. Bereits früh zeigte sich seine Begabung für Mechanik. Seine erste experimentelle Rechenmaschine baute er im Alter von 19 Jahren. 1904 wurde ein Patent für eine „Selbsttätig wirkende Rechenmaschine“ erteilt.
Nach dem Studium an einer Technischen Hochschule, vermutlich in Wien, hielt er sich zwischen 1905 und 1909 in Berlin, Wien und New York auf. Schon 1906 erfolgte in New York auf einer öffentlichen Messe die Vorführung der ersten elektrisch angetriebenen, vollautomatischen Rechenmaschine namens Autarith, basierend auf Rechnitzers Patent. Sie wurde von der Firma Keuffel & Esser, New York, in einer Vorserie von zehn Maschinen hergestellt. Ein kommerzieller Erfolg unterblieb damals mangels Nachfrage. Rechnitzer arbeitete trotzdem ununterbrochen an einer Verbesserung der Maschine.
Zurück in Europa entstanden weitere Prototypen, die viel Geld verschlangen, das sich der Erfinder in Wien leihen konnte. Hier gründete er 1909 die Autarit Gesellschaft mbH mit einem Stammkapital von 220.000 Kronen. 1921 reiste Rechnitzer erneut nach New York, um seine inzwischen hochkomplizierte, mit Speicherwerk versehene Maschine kommerziell verwerten zu lassen. Es misslang auch deshalb, weil Rechnitzer auf seinem Gesamtkonzept beharrte, keine vorläufigen Abstriche akzeptierte. Im Übrigen gab es inzwischen Konkurrenz in Europa und den USA, Automaten der Fabrikate Mercedes-Euklid, Monroe oder Madas, welche Rechnitzers Divisions- und Multiplikationsmechanismus nutzte. Verzweifelt setzte Rechnitzer 1922 in New York seinem Leben ein Ende. Man fand seine Leiche im East River, er wurde auf dem Armenfriedhof Potter’s Field beigesetzt.

## Die Autarith
Rechnitzers Rechenmaschine Autarith (in der Literatur manchmal auch als Autarit bezeichnet) basierte auf der von Charles Xavier Thomas de Colmar. Sie verfügte über Staffelwalzen, zwei Reihen von Einstellschiebern für acht bzw. neun Stellen und einem Ergebnisfenster mit Nummernrädchen zur Anzeige von maximal 16 Stellen.
Zur Addition musste in den beiden Schieberreihen die Summanden vorgegeben, die Maschine auf Addieren gestellt und mit einem Knopfdruck der Elektromotor mit ca. 45 W gestartet werden. Das Ergebnis wurde dann an den Nummernrächen abgelesen.
Im Subtraktionsmodus musste die größere Zahl mit den Nummernrädchen eingestellt werden, die kleinere mit den Schiebern. Die Nummernrädchen wurden dann automatisch entsprechend verstellt, so dass das Ergebnis sichtbar wurde.
Die Multiplikation wurde bewerkstelligt, indem der Multiplikand mit den Nummernrädchen, der Multiplikator mit den Schiebern eingestellt wurde. Bei der Berechnung erhöhte das Drehen einer Welle die Nummernrädchen, wobei sich die Schieber der Reihe nach, abhängig von den Umdrehungen der Welle, auf Null zubewegten. Waren alle Schieber bei Null angelangt, konnte das Ergebnis an den Nummernrädchen abgelesen werden.
Die Divisionsfunktion ahmte das Dividieren „per Hand“ als Abfolge von Subtraktionen nach.
Die Autarith konnte ein 16-stelliges Ergebnis in 12 bis 20 Sekunden berechnen. Rechnitzers letzter Prototyp ist seit 1984 verschollen, die Maschine von 1906 steht in Wien im Technischen Museum.